# Irena Budweiserová
Irena Budweiserová (* 8. listopadu 1957, Rokycany) je česká zpěvačka, textařka, skladatelka, pedagožka, v letech 1980–1987 a 1990–2010 členka skupiny Spirituál kvintet. Zpěv vystudovala na Pražské konzervatoři, mimo jiné u Laďky Kozderkové. Kromě své činnosti ve Spirituál kvintetu vystupuje i sólově s kapelou Fade In. Vyučovala na Konzervatoři Jaroslava Ježka. Zahrála si i v muzikálech Svět plný andělů a Babylon.

## Biografie
Vystudovala zpěv na LŠU v Praze (dnes Konzervatoř a VOŠ Jaroslava Ježka) u Aleny Pařízkové a Laďky Kozderkové. Během studií nastoupila v roce 1980 do Spirituál kvintetu, ve kterém až na kratší odmlku působila do roku 2010.
Od roku 1988 koncertovala a natáčela CD se Spirituál kvintetem. V roce 1992 ji oslovili Zdeněk Merta a Stanislav Moša s nabídkou účinkování v muzikálu Sny svatojánských nocí. Premiéra v témže roce se konala na Křižíkově fontáně na pražském Výstavišti.
Poté začala spolupracovat s jazzovým pianistou Luďkem Švábenským, trumpetistou Pavlem Husičkou, saxofonistou Františkem Kopem a kontrabasistou Vítem Fialou, s nimiž v roce 1993 natočila své první sólové album Blue Soul (Supraphon), pouze na klavír hrál Petr Malásek a na kytaru Jaroslav Šindler. CD bylo nominováno na cenu Jazzový Kája za rok 1993. V sezóně 1994–1996 účinkovala v pražském Národním divadle v oratoriu Bastard týchž autorů a zároveň také začala její několikaletá spolupráce s v Německu žijícím klasickým kytaristou Janem Žáčkem. V roce 1995 vydali společné CD Moment u vydavatelství Panton. Téhož roku ještě vyšlo její další, v té době již třetí sólové CD Svlíkání z kůže u firmy Bonton.
V roce 1998 nastudovala roli Matky v muzikálu Babylon (autoři Merta a Moša) a následující čtyři roky v této roli účinkovala v Městském divadle v Brně. V témže roce vznikla skupina Fade In (ve složení Vít Fiala – kontrabas, Jaroslav Šindler a Miroslav Linka – kytary). Ona sama rozšířila své působení na pódiu o perkusní nástroje, např. djembe, kabasu ad. S touto skupinou pak v roce 2000 natočila ve spolupráci s dalšími hosty své čtvrté sólové CD Korýši času, tentokrát pro firmu Indies Records, tomuto nakladatelství zůstává zatím věrná i při dalších projektech.
Pro Městské divadlo v Brně nastudovala ještě roli Ráchel v muzikálu Svět plný andělů (Moša a Merta). V roce 2003 natočila další – převážně autorské – sólové CD Někdy si připadám jak pták. CD bylo nominováno na cenu Anděl v oblasti jazzu a blues Akademií populární hudby.
Dále vstoupila do nového projektu skladatele Borise Urbánka a textaře Jaromíra Nohavici, muzikálu Romeo a Julie, hraného částečně herci a zpěváky na pódiu a částečně krasobruslaři na ledové ploše. Muzikál byl po dva roky uváděn na zimních stadionech v Česku a na Slovensku.
Koncem roku 2004 navázala spolupráci s klasickým kytaristou Vladislavem Bláhou. S repertoárem složeným z lidových španělských písní, tradicionálů, skladeb Johna W. Duarteho, Antonia Carlose Jobima či Miloše Štědroně odehráli řadu koncertů v Česku a na Slovensku.
V roce 2005 natočila pro Indies Records své další sólové CD Nobody’s fault… složené se spirituálů a gospelů v méně tradičních jazzovějších úpravách. Koncem října 2008 vydala své další sólové CD O Vánocích zpívám. Na CD jsou vedle spirituálů a gospelů i tradiční vánoční písně z Francie, Anglie, Španělska a českých zemí.
Na konci roku 2010 ukončila svou spolupráci se Spirituál kvintetem a pokračovala v koncertní činnosti se svou doprovodnou skupinou Fade In. V březnu roku 2012 vydala sólové album Hlavně ne klid u firmy Indies MG.

## Sólová diskografie
- Blue soul, 1993
- Moment, 1996
- Svlíkání z kůže, 1996
- Korýši času, 2000
- Někdy si připadám jako pták, 2003
- Nobody’s fault, 2006
- O Vánocích zpívám, 2010
- Hlavně ne klid, 2012
- Hold On, 2014